# と
と або ト (/to/; МФА: [to] • [to̜ ̞]; укр. то) — склад в японській мові, один зі знаків японської силабічної абетки кана. Становить 1 мору. Розміщується у комірці 5-го рядка 4-го стовпчика таблиці ґодзюон.
Має похідні дзвінкі звуки — ど або ド (/do/; МФА: [do] • [do̜ ̞]; укр. до).

## Короткі відомості

### Опис
Фонема сучасної японської мови. Складається з одного ясенного приголосного звука та одного огубленого голосного заднього ряду високо-середнього піднесення /o/ (お). Приголосні бувають різними залежно від типу.
| Глухий ясенний проривний:   |  | /t/ → | と | [to] | (основний звук) |
| Дзвінкий ясенний проривний: |  | /d/ → | ど | [do] | (похідний звук) |

### Порядок
Місце у системах порядку запису кани:
- Порядок ґодзюону: 20.
- Порядок іроха: 7. Між へ і ち.

### Абетки
- Хіраґана: と

Походить від скорописного написання ієрогліфа 止 (сі, зупиняти).
- Катакана: ト

Походить від скорописного написання правої частини ієрогліфа 止 (сі, зупиняти).
- Манйоґана: 刀 • 土 • 斗 • 度 • 戸 • 利 • 速 • 止 • 等 • 登 • 澄 • 得 • 騰 • 十 • 鳥 • 常 • 跡

### Транслітерації

#### と
- Кирилиця:
Система Поліванова: ТО (то).
Альтернативні системи: ТО (то).
- Латинка
Система Хепберна: TO (to).
Японська система: TO (to).
JIS X 4063: to
Айнська система: TO (to).

#### ど
- Кирилиця:
Система Поліванова: ДО (до).
Альтернативні системи: ДО (до)
- Латинка
Система Хепберна: DO (do).
Японська система: DO (do).
JIS X 4063: do
Айнська система: DO(do).

### Інші системи передачі
- Шрифт Брайля:
| －● ●● ●－ |
- Радіоабетка: ТОкьо но ТО (東京のト; «то» Токіо)
- Абетка Морзе: ・・－・・